# Dādāneh Kamāngīr
Dādāneh Kamāngīr (persiska: دُودانِۀ دَرِّلَه, دَدَنِه, Dādāneh-ye Kamāngar, دادانه کمانگر, Dādāneh Kamāngar, دادانه کمانگير) är en ort i Iran.   Den ligger i provinsen Kurdistan, i den nordvästra delen av landet, 400 km väster om huvudstaden Teheran. Dādāneh Kamāngīr ligger 1 554 meter över havet och antalet invånare är 341.
Terrängen runt Dādāneh Kamāngīr är kuperad. Runt Dādāneh Kamāngīr är det ganska tätbefolkat, med 60 invånare per kvadratkilometer. Närmaste större samhälle är Shūyesheh, 6,5 km nordost om Dādāneh Kamāngīr. Trakten runt Dādāneh Kamāngīr består i huvudsak av gräsmarker.